# Klisura (Bela Palanka)
Klisura (em cirílico: Клисура) é uma vila da Sérvia localizada no município de Bela Palanka, pertencente ao distrito de Pirot. A sua população era de 172 habitantes segundo o censo de 2011.

## Demografia
| 1948 | 1953 | 1961 | 1971 | 1981 | 1991 | 2002 | 2011 |
| ---- | ---- | ---- | ---- | ---- | ---- | ---- | ---- |
| 1199 | 1141 | 895  | 677  | 534  | 336  | 222  | 172  |